# 長野市立柳原小学校
長野市立柳原小学校（ながのしりつ やなぎはらしょうがっこう）は、長野県長野市小島にある公立小学校である。児童数は400人余り。2014年時点で創立140年を数える。

## 沿革
- 1873年（明治6年）7月 - 小島村、中俣村、布野村、村山村の4か村組合学校として開校。[2]

## 通学区域
- 大字小島、大字柳原、大字村山、大字南堀の一部[3]

## 進学先中学校
- 長野市立東北中学校[4]

（一部、長野市立東部中学校）

## 校区内の主な施設など
- 長野市東部文化ホール
- 長電バス 長野営業所
- 柳原体育館

## 交通
- 長野電鉄長野線 柳原駅より約1km